# لنسینگ (نیویورک)
لنسینگ (به انگلیسی: Lansing) یک منطقهٔ مسکونی در ایالات متحده آمریکا است که در شهرستان تامپکینز، نیویورک واقع شده‌است. لنسینگ ۱۸۱٫۱۵ کیلومتر مربع مساحت و ۱۱٬۰۳۳ نفر جمعیت دارد و ۵۱۵ متر بالاتر از سطح دریا واقع شده‌است.